# Good Die Young
Good Die Young es una canción del grupo hip hop de Detroit, D12. La canción aparece en el álbum D12 World y se creó en memoria del fallecido miembro de la banda Karnail Pitts alias Bugz. Good Die Young es una de las pocas canciones en que todos los miembros de D12 cantan juntos (a excepción de Eminem, que le dedicó Like Toy Soldiers a Bugz). La canción no fue lanzada como sencillo, ya que D12 considera que es un capítulo oscuro de su historia. La canción fue más conocida por su contenido serio y por mostrar una visión para el funcionamiento y la moraleja de 8 Mile. Esta una de las canciones que le dieron un gran éxito a D12 World, junto con otros temas como 40 Oz. y My Band.
El coro lo canta por Kon Artis. Los versos se llevan a cabo, en orden, por Kon Artis, Bizarre, Kuniva, Proof (quien murió en 2006) y Swift. La canción también hace referencia a los numerosos puntos de vista de los miembros de D12, de sus carreras como el sencillo de Eminem My Name Is.